# Ludger tom Ring el Joven

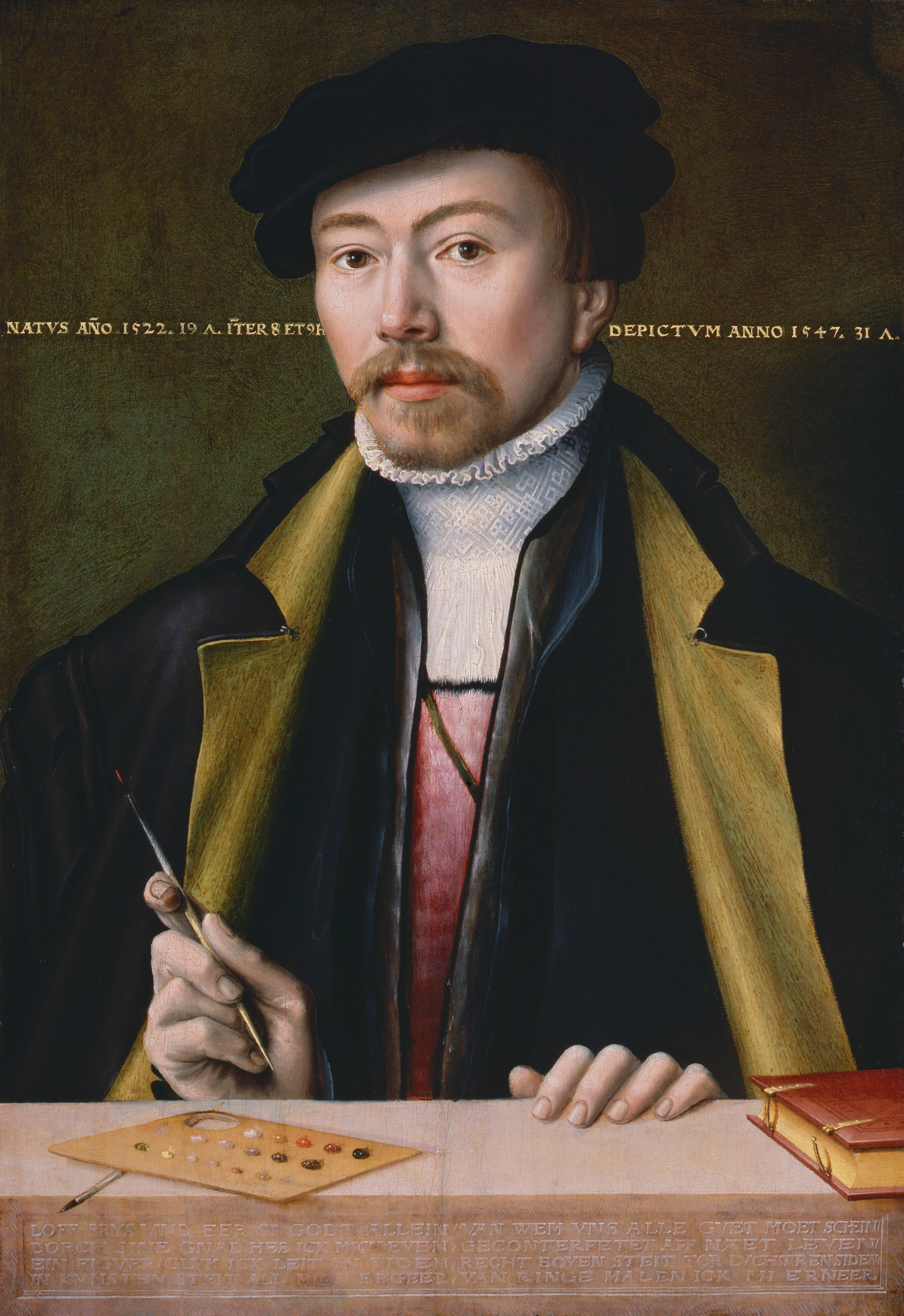
Autorretrato, Herzog Anton Ulrich Museo, 1547

Ludger tom Ring más Joven (19 de julio o noviembre de 1522, Münster – 22 de mayo de 1584,  Braunschweig) era un pintor alemán y dibujante.
Su padre y hermanos también fueron pintores. Principalmente pintaba retratos y bodegones.

## Primeros años
Ludger tom Ring el Joven era el segundo hijo de Ludger tom Ring el Mayor.  Hasta la muerte de su padre en 1547,   practicó artísticamente con él y más tarde trabajó en el estudio de su hermano mayor Hermann tom Ring. También viajó a Holanda e Inglaterra. Su primera pintura, un autorretrato ahora en el Museo Herzog Anton Ulrich de Brunswick, fue pintado en 1547.
Trabajó en Amberes entre 1553 y 1568. Se cree que allí colaboró con el pintor flamenco Adriaen Thomasz. Key.   Parece que trabajó en el estudio de Hermann  de nuevo desde 1555 a 1557. Pintó principalmente retratos, animales y bodegones. Su paradero hasta 1568 es desconocido, a pesar de que  está sabido que era conocido del cartógrafo flamenco, Abraham Ortelius.

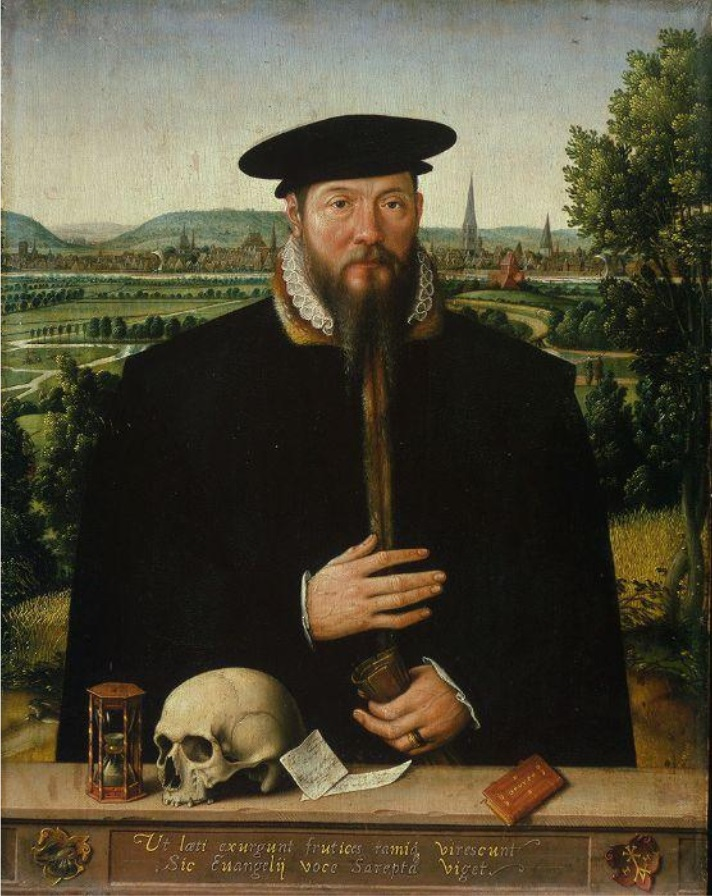
Retrato del ministro protestante Hermann Huddaeus de Minden, 1568